# Serényi-kastély (Putnok)
A putnoki Serényi-kastély Serényi Alajos megbízásából 1834-ben, klasszicista stílusban épült kastély. Eredetileg egy végvár állt ezen a helyen, mely fontos szerepet játszott a törökök elleni védekezésben.

## Története
Putnok első említése 1283-ból származik. Vélhetően már a XIV. században állt itt egy várkastély, ám erről viszonylag kevés az adat. A korabeli források szerint Putnok vára 1427-ben, az addigi udvarház megerősítésével épült fel. 
Ami biztos, hogy 1588 szeptemberében a végvárak állapotának felülvizsgálatára kiküldött Révay Ferenc az uralkodónak Putnokról a következőket jelentette: "Putnok vára bár alkalmas helyen fekszik, és fontos védelmezője az országnak a benne szolgáló katonák által, ennek ellenére építése mégis gyenge. Megállapítható, hogy az erősség közepén elhelyezkedő kőépületet le kell bontani és annak helyére kőből bástyát kell létesíteni, ettől lesz a vár erősebb és alkalmasabb."
Sajnos még ugyanebben az évben, október 6. után a Szikszó ellen vonuló Kara Ali székesfehérvári bég büntető hadjárata Putnokot is érintette. Bár a várat Horváth János kapitány megvédte, nem engedte át az ellenség kezére, a várost a törökök felégették.
1834-ben, az egykori putnoki vár helyén épült fel a klasszicista stílusú Serényi-kastély Serényi Alajos megbízásából. Ezt követően 1860-ban Serényi László átalakíttatta az épületet, mely ekkor nyerte el a ma is látható megjelenését.  A kastély jelenlegi fizikai állapota ellenére egyik legszebb példája a gömöri klasszicista kastélyépítészetnek.
A kastély parkja egykor hatalmas volt, mára szemmel is könnyedén bejárható az egész terület. Egyes források szerint a kastélykertben volt megtalálható a XVIII. századi, barokk stílusban készített Nepomuki Szent János szobra, jelenleg a kastély kerítésébe van beépítve.
A kastély államosítása után - sok társához hasonlóan - szociális foglalkoztató intézet működött a szebb napokat megélt nemesi hajlék falai között. Az ingatlan értékesítése után az intézet átköltözött a kastély parkjával szomszédos területre.

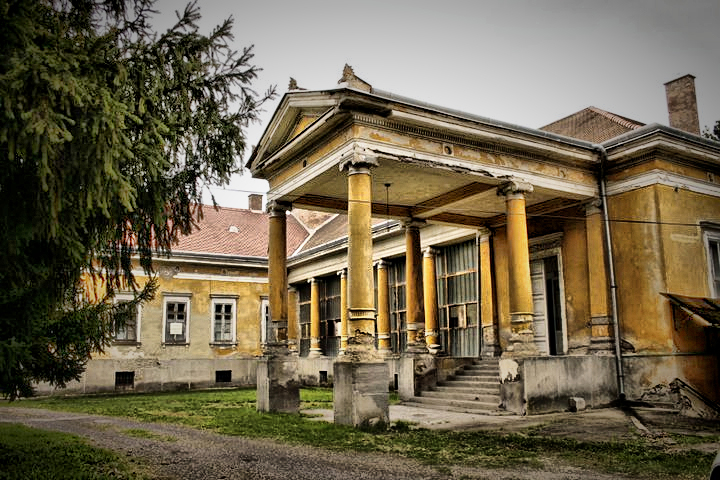
Serényi-kastély bejárat

A kastély jelenleg magántulajdonban van, nem látogatható. Állapota elhanyagolt, a szociális intézmény kiköltözése után a környék lakói elvittek belőle mindent, ami mozdítható volt. A fém korlátokat levágták, a termeket fűtő és egyben díszítő cserépkályhákat már régen elvitték.
A plafonokat díszítő stukkók, freskók csak nyomokban fedezhetőek fel. A parkettát számos helyen felszedték, csak a keresztléceket meghagyva.
Állagmegóvás érdekében az elmúlt években az épület új tetőszerkezetet kapott, cserepeit kicserélték.
Jelenleg megadóan várja sorsát, hogy visszanyerje eredeti pompáját a gömöri klasszicista kastélyépítészet egyik legimpozánsabb példája.

## A Putnoky család szerepe
Putnok a Borsodi-dombság előterében, a Sajó-folyó mentén, a szlovák határtól mindössze 8 km-re helyezkedik el. A település hajdan Gömör vármegyéhez tartozott. 1283-ban IV. László király Putnokot és a hozzá tartozó birtokokat a Rátolth ([Rátót]) nemzetségnek ajándékozta, ebből az időből származik az első okleveles említése is. A következő 300 évben a Putnoky család innen irányította a birtokait, illetve nekik köszönhetően felépült a plébánia, a település temploma és a család udvarháza is.
Ekkorra a település már vásár- és vámjoggal is rendelkezett, majd 1423-ban királyi sókamra is épült a városban. Putnok vára 1427-ben, az addigi udvarház megerősítésével épül fel. A település 14. századi történetében a mezővárossá alakulás felé vezető fontos lépés volt, hogy 1388-ban Zsigmond király Putnoki Jánosnak és családtagjainak Putnokra is kiterjedő pallosjogot adományozott, majd a XVI. század közepére Putnok elnyerte a földesúri városoknak járó kiváltságokat is.
I. Ferdinánd király 1547-ben más rokon családok tagjainak adományozta a jószágvesztésre ítélt Putnoki György – aki a hatalmaskodás miatt kivégzett, pénzhamisító Basó Mátyás rokona volt – elkobzott putnoki birtokrészét.
1561-ben Putnoki János és fia, Putnoki Ferenc megvédik a török támadásával szemben. A János Zsigmond pártjára álló Putnokiak várát 1566-ban Lazarus Schwendi kassai főkapitány serege szállja meg. Az ezt követő évben Hasszán temesvári bég 3 napi ostrom után rövid időre elfoglalja a Tömösváry Mihály királyi kapitány vezette őrségtől és felgyújtja az akkor még bizonyára fa-föld szerkezetű erődítményt.
Sajnálatos módon a XVI. század második felétől közel 150 éven át a város további fejlődése megtörik, köszönhetően annak, hogy ebben az időszakban folyamatosan cserélődik a város fölött uralkodó birtokos. Másfél évszázad alatt többek között török, Habsburg, kuruc kézen is megfordult, de a Thököly- és Rákóczi-seregek is ellenőrzésük alá vonták a területet. Egy rövidebb időre a város teljesen elnéptelenedett.

## A Serényi család szerepe
1717-től tapasztalható ismét fellendülés a város életében, mikor is Putnok a Serényi család birtokába került. Ekkor indult el a gazdasági fellendülés is, mely a XIX. században csúcsosodott ki. Ebben az időszakban épült a város több középülete is, illetve az egykor vár romjain 1834-ben Serényi Alajos megbízásából felépült a Serényi-kastély. A Serényi család (Serényi László, Serényi Béla volt földművelésügyi miniszter) erős lokálpatriotizmustól vezérelve a továbbiakban is szívügyeként tekintett a város közéleti és infrastrukturális fejlődésére.
A törést a trianoni békeszerződés, annak társadalmi- és gazdasági következményei hozták el a város számára. Az egykori Gömör vármegye felbomlásával Putnok elveszítette központi szerepét, tradicionális kereskedelmi, gazdasági és kulturális kapcsolatai elhomályosulnak és a második világháborút követően Ózd fokozatosan átvette Putnok irányító szerepét.
Az 1860-ban Ybl Miklós tervei alapján, neoklasszicista stílusban épült Serényi kriptát a város köztemetőjében találjuk. Az önkormányzat 1999-ben saját költségén felújíttatta a korábban megrongált sírhelyet.

## Képtár

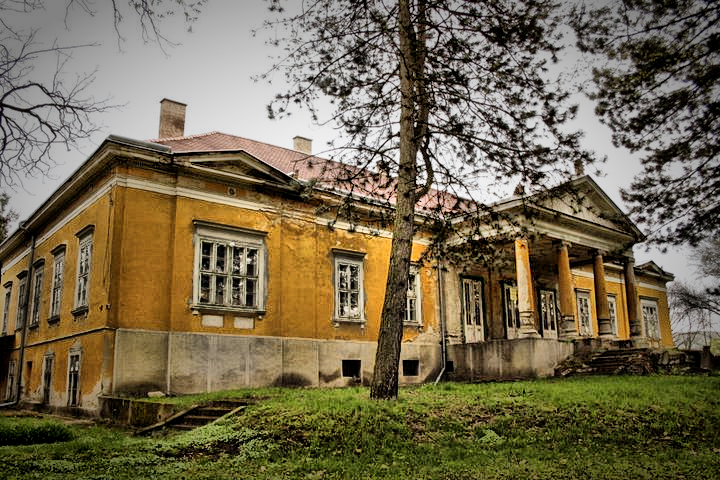
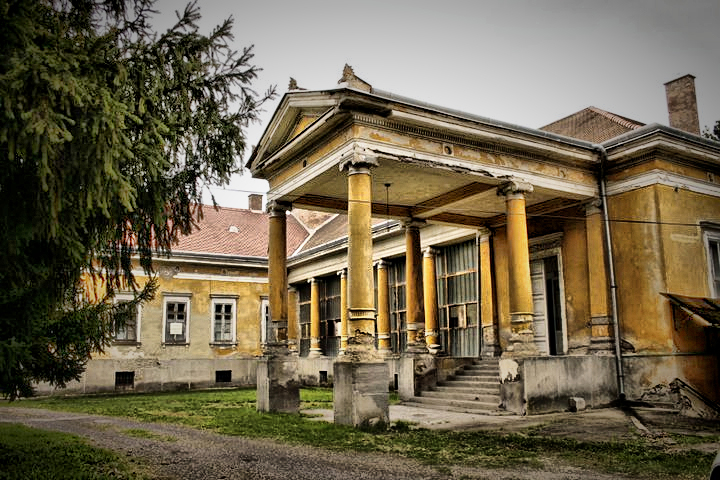
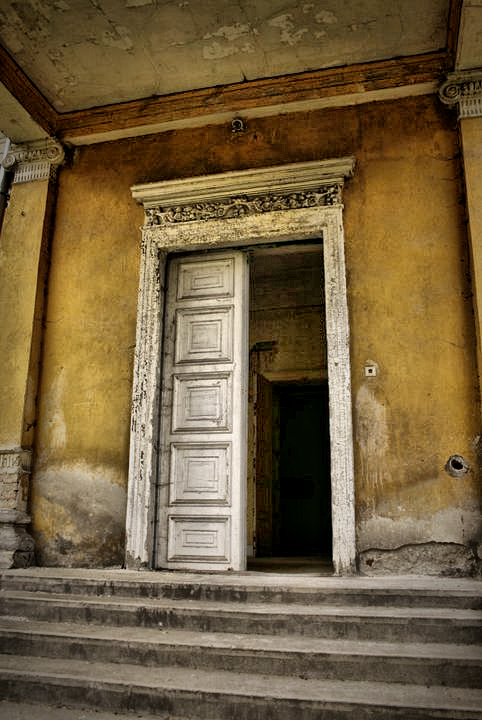
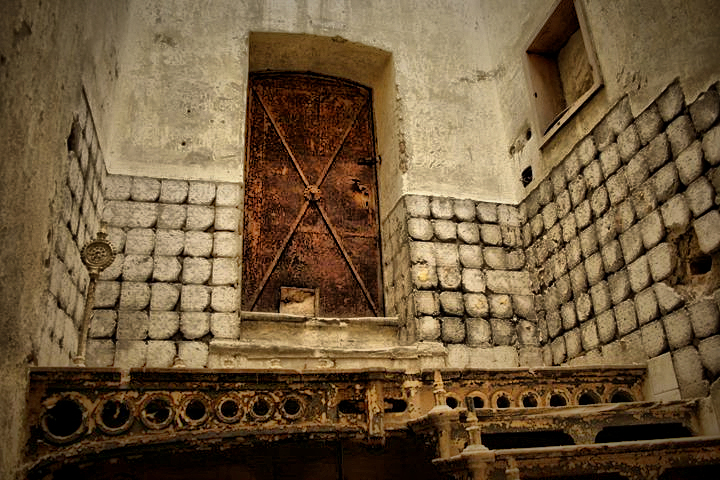
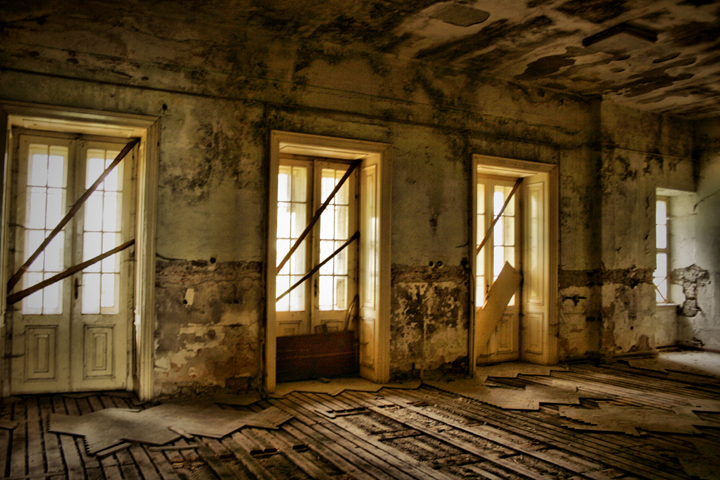
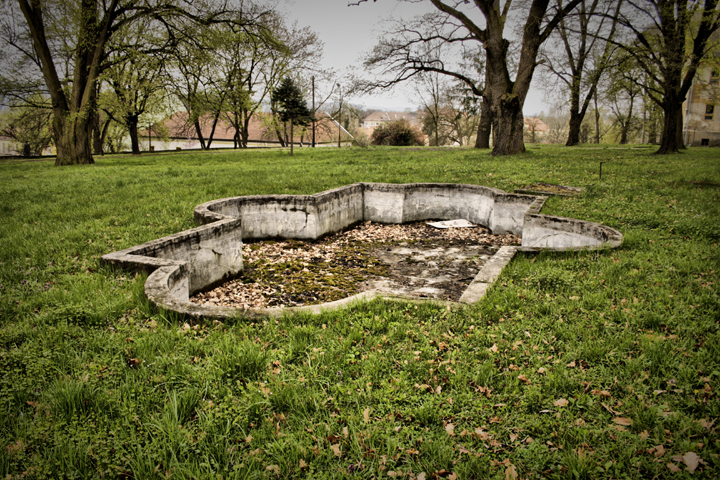